# Kangrali (KH)
Kangrali (KH) è una suddivisione dell'India, classificata come census town, di 8.423 abitanti, situata nel distretto di Belgaum, nello stato federato del Karnataka. In base al numero di abitanti la città rientra nella classe V (da 5.000 a 9.999 persone).

## Geografia fisica
La città è situata a 15° 54' 55 N e 74° 38' 02 E.

## Società

### Evoluzione demografica
Al censimento del 2001 la popolazione di Kangrali (KH) assommava a 8.423 persone, delle quali 4.327 maschi e 4.096 femmine. I bambini di età inferiore o uguale ai sei anni assommavano a 1.154, dei quali 616 maschi e 538 femmine. Infine, coloro che erano in grado di saper almeno leggere e scrivere erano 6.180, dei quali 3.438 maschi e 2.742 femmine.